# فيتيازيفو (كراسنودار)
فيتيازيفو (بالروسية: Витязево) هي مدينة في مقاطعة كراسنودار كراي في روسيا.
يبلغ عدد سكانها حوالي 10766   نسمة.

## أعلام
- كونستانتين بازيليوك